# Greenville, Južna Karolina
Greenville je grad u američkoj saveznoj državi Južna Karolina, u okrugu Greenville. Grad se nalazi na pola puta između Atlante i Charlotte.

## Povijest
Područje današnjega grada je ugovorom iz 1763. godine bilo zaštićeno područje Cherokee Indijanaca, bijelcima je bilo zabranjeno tu se naseljavati iako se nekoliko obitelji tu naselilo, a bijeli trgovci su redovito prolazili zaštićenim područjem. Prvi trajni bijeli naseljenik bio je Richard Pearis.
Greenville je izvorno nazvan Pleasantburg. Greenville je vjerojatno dobio ime po američkom generalu Nathanaelu Greenu.
Tijekom Prvog svjetskog rata Greenville je bio središte za obuku vojnika. Za vrijeme Drugog svjetskoga rata sagrađen je veliki vojni aerodrom i baza, što je bilo vrlo važno za gospodarstvo grada, vojni aerodrom i baza bili su u funkciji do ranih 1960-ih, kada je cijelo područje pripalo gradu. Na tom području razvijen je poslovni park, koji sadrži povijesne vojne objekte u kojima su smještene tvrtke.

## Demografija
Po popisu stanovništva iz 2000. godine u gradu je živjelo 56.002 stanovnika u 24.382 kućanstva s 12.581 obitelji s prebivalištem u gradu, dok je prosječna gustoća naseljenosti 829 stan./km2.
Prema rasnoj podjeli u naselju živi najviše bijelaca 34.788 (62,1%), afroamerikanaca ima 19.008 (33,9%).

## Poznate osobe
- Kevin Garnett američki profesinalni košarkaš.
- Jesse Jackson američki političar, aktivist za ljudska prava i baptistički svećenik.
- Joanne Woodward američka glumica.

## Gradovi prijatelji
- Tianjin, Kina
- Bergamo, Italija
- Kortrijk, Belgija

## Vanjske poveznice
- Službena stranica grada

### Ostali projekti
|  | Zajednički poslužitelj ima još gradiva o temi Greenville, Južna Carolina |